# Pélissanne
Pélissanne település Franciaországban, Bouches-du-Rhône megyében. Lakosainak száma 10 799 fő (2022. január 1.). Pélissanne Aurons, La Barben, Lambesc, Lançon-Provence és Salon-de-Provence községekkel határos.

## Népesség
A település népességének változása:
| Lakosok száma | 3505 | 6245 | 7341 | 9049 | 9763 | 10 055 | 10 344 | 10 487 | 10 561 | 10 799 |
|               | 1968 | 1982 | 1990 | 2006 | 2013 | 2015   | 2017   | 2019   | 2020   | 2022   |